# 晴天なり。
『晴天なり。』は藍川さとるの漫画作品。1994年より『月刊ウィングス』（新書館）に掲載された。ウィングスコミックで『晴天なり。』シリーズ6まで発売されている。また、2005年には単行本未収録作品も含めウィングス文庫で発売された。

## 概要
『晴天なり。』は主人公入れ代わり制のシリーズである。聖心学院高等学校・聖心学院女子高等学校・和泉学園高等学校は姉妹校で、その中で起こった出来事やその回りの家族を描いている。

## 登場人物

### 聖心学院高等学校（男子校）
安西和希（あんざい かずき）
安西家の次男（ただし兄とは腹違い）で美形。真理亜は血の繋がらないいとこ。学校では首席らしい（新尾談）。中学時代はよく油絵を描いていた。現在は訳有で中村明と同居。家事全般をこなせる。
信夫悠二（しのぶ ゆうじ）
幼い頃から「特殊系問題児」と呼ばれ、中学生のときは不良だったが、中学で出会った和希のアドバイスを受けて猫をかぶることを覚え、今では和希と並ぶ美形で有名。陸上部で選手とマネージャーを兼任。
吉峰静太郎（よしみね せいたろう）
吉峰家長男。身長190センチ。方向オンチ。嫌な思い出は忘れるという特技がある。悠二と和希の一つ下で、信夫家とは幼い頃引っ越すまで隣同士だった。幼馴染の悠二には惚れた弱みで逆らえない。
藤井たもつ（ふじい たもつ）
身長158センチ。陸上部員で、水泳部も兼部しカナヅチを克服しようとしているが、いつまで経っても浮くことが出来ない。空手の段持ちで怪力。安西真理亜が好みらしい。藤井みさをの弟で、シスコンの気あり。
如月冶彦（きさらぎ やひこ）
身長192センチ。恋人のみさをとは伸長差が49cmもあるため、ロリコンだと言われることを気にしている。弓道部。如月円は双子の姉。
鳥羽涼助（とば りょうすけ）
たもつの後輩。新尾以上の女たらしらしいが、実は嫌いだから付き合っていたことをたもつに見抜かれる。最初はたもつのことも嫌いだから追いかけていたが、分かり合う内に好きになった。
井上（いのうえ）
和希と同じ委員会。和希が好きだが、和希は「嫌われている」と思いこんでいた。
陣内（じんない）
水泳部。静太郎たちのクラスメイト。

### 聖心学院女子高等学校（女子高）
安西真理亜（あんざい まりあ）
血の繋がらないいとこの和希のようなタイプが好みで、隣の席だった琴子に惚れてしまうが、すぐに気が冷める。以降は友人関係に。
男勝りな部分があり、幼い頃はいとこやその友人と男の子の遊びに興じていたが、成長するにつれて仲間はずれにされることが増えたため、女であることを嫌がっていた。しかし高校入学後に割り切る。
金守琴子（かねもり ことこ）
顔が安西和希にそっくりで美人だが口が悪い。大食い。合同学園祭の演劇「白雪姫」では、ヒロインに抜擢される（王子役は真理亜）。
松浦春子（まつうら はるこ）
究極な雨女で、参加したイベントは必ず雨が降る。性格はさっぱりしているが、時々天然の大ボケをかます。関西弁で話す。真理亜のクラスメート。
如月円（きさらぎ まどか）
生徒会長。美しいものが好きで女の子とデートすることも多々。如月冶彦は双子の弟。
三浦理香（みうら りか）
清水隆文と幼馴染で春子にバイトを紹介する。もてるタイプで、男を1人に絞っていない。
中村明（なかむら あきら）
真理亜と琴子たちの担任で和希の同居人。真理亜たちが幼い頃は向かいの家に住んでいたらしい。

### 和泉学園高等学校（共学）
吉峰貴利子（よしみね きりこ）
吉峰家の三女。静太郎のすぐ上の姉。ボーイッシュなショートヘアが特徴。
藤井みさを（ふじい みさを）
4月24日生まれ、B型、身長143cm。生徒会長。1年生の時から如月冶彦と付き合っている。甘いものが好きで、学園祭の場所をケーキに釣られて決められてしまう。たもつ、まことは弟だが、たもつより背が低い。
小柄すぎる身体ながら怪力の持ち主で、400ccのバイクを乗りこなす（それを知る周囲からは「危ないからやめろ」と思われている）。
新尾正則（にいお まさのり）
生徒会書記。幼い頃に両親が離婚し、母が家を出たことで女性不信に陥り、マザコンになった。女たらしで有名だが、一度別れた大澤芙美とは本気で付き合うようになった。
長谷川秋葉（はせがわ あきは）
家を勘当された貧乏青年。新聞配達やウエイターの他、週末だけ親戚の経営するゲイバーで「千秋」と名乗ってバイトしている。綾と相思相愛となる。兄弟の名前にはすべて季節に関する文字が入っている。
綾（あや）
臨時採用の音楽の先生。ずっと女子校で過ごしてきたため男性恐怖症気味。千秋（秋葉）のいるゲイバーに通っている。千秋＝秋葉だということや、通っている場所がゲイバーということに気づいていない天然なお嬢様。

### 中学校
松浦圭吾（まつうら けいご）
春子の上の弟。自他ともに認めるシスコン。関西弁で話す。父とは親バカならぬ「春子バカ」の仲間。
藤井まこと（ふじい まこと）
バスケ部員だが、背が低い（153cm）ことと女の子のような外見にコンプレックスを抱いている。クラスメイトで女子バスケ部の朝倉紫が好きであるが、彼女のコンプレックスが原因でふられている。
体育祭の400m走を女装（友人からセーラー服を借りた）で走り、紫に向かってヒーローインタビューした。
朝倉紫（あさくら ゆかり）
バスケ部。圭吾とまことのクラスメイト。自分が男の子みたいに見られるのが嫌。
二ノ宮（にのみや）
圭吾とまことたちの先輩。紫に好意をもたれていたが、彼女がいることを告げず、まことのためにわざと乱暴に振った。
杉本（女）（すぎもと）
圭吾とまことたちの先輩。同じ苗字の男子（通称「杉本くん先輩」）もいるため、呼び分けるために「杉本さん先輩」と呼ばれる。二ノ宮と付き合っている。茶道部部長。

### 小学校
松浦正吾（まつうら しょうご）
松浦家の次男。兄弟の中では唯一標準語で話す。顔は亡くなった母親似らしい。実母を亡くした時は幼かったため、母をほとんど覚えていない。
吉峰真由子（よしみね まゆこ）
吉峰家四女。正吾のクラスメイト。考え方が大人で、わがままを言う姉の多恵子が気に入らない。多恵子の元夫に淡い恋心を抱いている。

### その他
松浦舞子（まつうら まいこ）
松浦家の後妻であり、仕草や雰囲気が前妻と似ているらしい。春子たちの父が仕事で出張したため、急遽同居開始を1カ月前倒しした。
安西克司（あんざい かつし）
安西和希の兄。いとこの真理亜と好みが同じで、和希を溺愛している。美容師の見習い。
信夫京一（しのぶ きょういち）
信夫悠二の兄。昔は多恵子が好きだったが、世津子が好き（正確には、世津子に構ってもらいたいあまり、姉の多恵子を追いかけていた模様）。多恵子より2つ年下。
吉峰多恵子（よしみね たえこ）
吉峰家の長女。美人だがわがままで家族からよく反感を買う。娘の唯を連れて出戻った。Eカップ。
吉峰世津子（よしみね せつこ）
吉峰家の次女。信夫京一とは大学が同じで、家族が引っ越してくるまで寮生だった。長い黒髪が特徴。Bカップ。
吉峰薫（よしみね かおる）
吉峰家の父。女系一族のせいもあって、物凄く陰が薄い。
長谷川深雪（はせがわ みゆき）
秋葉の弟。長谷川家の三男。秋葉に勘当を告げに来た。
美鈴（みすず）
秋葉の親戚で、ゲイバー「美鈴」のママ。本名不明。かつて自分が親族から勘当された際、秋葉の言葉に救われたこともあってか、勘当され赤貧生活を送る秋葉をバイトとして雇った。
ミキ姉さん
本名・鉄男。ゲイバー「美鈴」に勤めている、秋葉の同僚。同僚のマリエとともに、一見すると男性には見えない。
桜庭太一（さくらば たいち）
春子のバイト先の同僚。大学生。人とテンポが少しずれている。春子が好き。

## コミックス収録作品

### 晴天なり。
晴天なり。
主人公：松浦春子
弟の領分
主人公：松浦圭吾
WINTER GARDEN
主人公：松浦正吾
フレンズ オア ラバーズ
主人公：安西真理亜

### 愛していると言ってくれ。
愛していると言ってくれ。
主人公：吉峰静太郎
Yes,no no no,YES!!
主人公：藤井まこと

### サンクス ア ミリオン
サンクス ア ミリオン
主人公：新尾正則

### 異星人交差点
異星人交差点（エイリアン・クロスロード）
主人公：安西和希
49センチのテンション
主人公：如月冶彦

### 週末のこいびと
ウィーカーセックス スピーカーセックス
主人公：吉峰真由子
週末のこいびと
主人公：長谷川秋葉

### さかなのf
さかなのf
主人公：鳥羽涼助
自由になあれ
主人公：信夫悠二
明日が晴れたら
主人公：松浦春子

## ドラマCD
「愛していると言ってくれ。」が、2000年にドラマCD化された。

### キャスト
- 吉峰静太郎：森久保祥太郎
- 信夫悠二：千葉進歩
- 安西和希：石田彰
- 吉峰多恵子：小松里賀
- 吉峰世津子：三石琴乃
- 吉峰貴利子：吉田小百合
- 吉峰真由子：矢島晶子
- 吉峰サキ：萩森侚子
- 吉峰雅：水原リン
- 吉峰唯：高木早苗
- 信夫京一：森川智之
- 悠二の父：鈴木勝美
- 吉峰静太郎（子供時代）：半場友恵
- 信夫悠二（子供時代）：手塚ちはる
- 藤井たもつ：鳥海浩輔
- 陣内：野島健児